# Claudio Cipolla
Claudio Cipolla (* 11. února 1955 Goito) je italský římskokatolický duchovní a biskup Padovy.

## Život
Narodil se 11. února 1955 v Goito.
Vstoupil do kněžského semináře v Mantově a po teologickém studiu byl 24. května 1980 biskupem Carlem Ferrari vysvěcen na kněze a inkardinován do diecéze Mantova. Stal se farním vikářem farnosti svatého Antonína v Porto Mantovano, kde by později také farářem. Od roku 1990 působil jako ředitel diecézní charity a jako farář farnosti Nanebevzetí Panny Marie v Cedole.
Byl ustanoven biskupským vikářem pro pastoraci, členem sboru poradců, členem pastorační rady a komise pro formaci kléru. Dne 27. října 2011 mu byl udělen titul Kaplan Jeho Svatosti. Dne 18. července 2015 jej papež František jmenoval biskupem Padovy. Biskupské svěcení přijal 27. září z rukou biskupa Roberta Busti a spolusvětiteli byli patriarcha Francesco Moraglia, biskup Egidio Caporello a biskup Nunzio Galantino.